# 1899 في فرنسا
فيما يلي قوائم الأحداث التي وقعت خلال عام 1899 في فرنسا.

## سياسة

### تعيين في المنصب
- 18 فبراير – إيميل لوبيه رئيس فرنسا.

### انتهاء فترة المنصب
- 16 فبراير – فيليكس فور رئيس فرنسا.

## رياضة
- 2 أبريل – سباق باريس روبيه 1899 الفائزون ألبرت شامبيون، Ambroise Garin [الإنجليزية]‏، Paul Bor  [لغات أخرى]‏.

## ظهور
- 1 يناير – حديقة التعذيب كتاب من تأليف أوكتاف ميربو.

## مواليد

### يناير
- 7 يناير – فرانسيس بولنك ملحن فرنسي.
- 11 يناير – بينوا فور درّاج طريق فرنسي.
- 12 يناير – بيير بيرناك مغني فرنسي.
- 15 يناير – لويس جييو كاتب فرنسي.

### مارس
- 25 مارس – جاك اودبيرتي كاتب وشاعر فرنسي.

### مايو
- 24 مايو – سوزان لنجلن لاعبة كرة مضرب فرنسية.

### يونيو
- 20 يونيو – جان مولان سياسي فرنسي.

### أغسطس
- 28 أغسطس – تشارلز بوير
- 29 أغسطس – أوكتاف مانوني

### أكتوبر
- 5 أكتوبر – جورج بيدو سياسي فرنسي.
- 8 أكتوبر – رينيه بيتي لاعب كرة قدم فرنسي.

## وفيات

### يناير
- 29 يناير – ألفرد سيسلي (مواليد 1839) رسام فرنسي.

### فبراير
- 16 فبراير – فيليكس فور (مواليد 1841) سياسي فرنسي.

### أبريل
- 20 أبريل – شارل فريدل (مواليد 1832)

### مايو
- 25 مايو – روسا بونهور (مواليد 1822)

### يونيو
- 10 يونيو – إرنست شوسون (مواليد 1855) ملحن فرنسي.

### أغسطس
- 2 أغسطس – لويس تيرمان (مواليد 1837) سياسي فرنسي.

### أكتوبر
- 4 أكتوبر – بول جانيت (مواليد 1823) فيلسوف فرنسي.